# Ralph Wardlaw
Ralph Wardlaw était un écrivain et pasteur presbytérien écossais né le 22 décembre 1779 et mort le 15 décembre 1853.

## Biographie
Il naquit à Dalkeith, avant que sa famille ne s'installe à Glasgow, alors qu'il était âgé de six mois. Son père, un commerçant aisé et conseiller municipal. Sa mère était elle-même fille et petite-fille des pasteurs James Fisher et Ebenezer Erskine qui se distinguèrent comme deux des fondateurs de la United Secession Church. A huit ans, il rentra à la High School of Glasgow pour quatre ans avant d'être accepté, à douze ans, comme étudiant de théologie à l'Université de Glasgow.
Malgré les liens familiaux serrés qu'il entretenait avec la United Secession Church, peu de temps après avoir achevé ses études universitaires, il se rallia au congrégationalisme, introduit d'Angleterre par James et Robert Haldane. Il fut ordonné en 1803 par Greville Ewing, le populaire pasteur de l'église de Lady Glenorchy. La qualité de ses prêches lui permit d'ouvrir avec Ewing dès 1811 le premier collège d'étudiants en théologie congrégationnalistes de Glasgow.

## Œuvres
- (1818) An Essay on Associations for Relief of the Poor
- (1821) Lectures on the Book of Ecclesiastes
- (1833) Discourses on the Sabbath
- (1834) Christian Ethics, or Moral Philosophy on the Principles of Divine Revelation
- (en) Lectures on Female Prostitution : Its Nature, Extent, Effects, Guilt, Causes, and Remedy, Glasgow, James Maclehose, 1842, 163pp (lire en ligne)
- (en) Lectures on Magdalenism : Its Nature, Extent, Effects, Guilt, Causes, and Remedy, Glasgow, Redfield, 1843, 172pp (lire en ligne)
- (1845) Life of Joseph, and Last Years of Jacob
- (1852) On Miracles
- (1869) Lectures on the Prophecies of Zechariah